# Krzysztof Ruchała
Krzysztof Ruchała (ur. 3 września 1967) – polski hokeista.

## Kariera
- Podhale Nowy Targ (-1996)
- STS Sanok (1996-)

W wieku 13 lat rozpoczął uprawianie hokeja, wychowanek Podhala Nowy Targ. Grał na pozycji napastnika. W wieku 17 lat zadebiutował w I lidze, do 1996 zdobył z Podhalem pięć razy tytuł mistrza Polski. Przed sezonem 1996/1997 został zawodnikiem STS Sanok.
W barwach reprezentacji Polski do lat 20 uczestniczył w turnieju mistrzostw świata juniorów do lat 20 w 1987.

## Sukcesy
- Złoty medal mistrzostw Polski: 1987, 1993, 1994, 1995, 1996 z Podhalem Nowy Targ
- Srebrny medal mistrzostw Polski: 1986, 1990 z Podhalem Nowy Targ
- Brązowy medal mistrzostw Polski: 1984, 1985, 1989, 1991, 1992 z Podhalem Nowy Targ
- Puchar „Sportu” i PZHL: 1985, 1986, 1987 z Podhalem Nowy Targ
- Finał Pucharu „Sportu” i PZHL: 1982, 1988 z Podhalem Nowy Targ